# Dallia admirabilis
Dallia admirabilis is een straalvinnige vissensoort uit de familie van de hondsvissen (Umbridae). De wetenschappelijke naam van de soort is voor het eerst geldig gepubliceerd in 1980 door Chereshnev.